# مقترحات الكونفدرالية الهندية الباكستانية

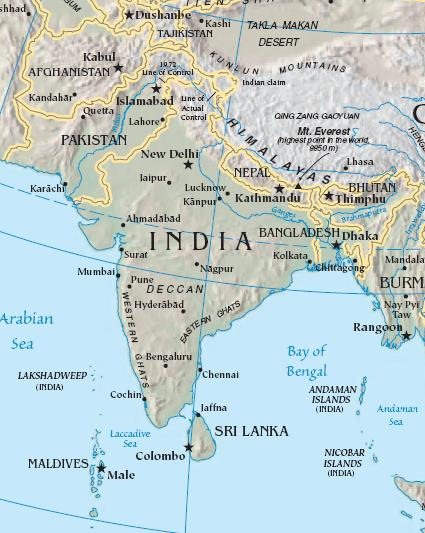
خريطة جنوب آسيا

يدعو مفهوم الكونفدرالية الهندية الباكستانية إلى كونفدرالية سياسية تتكون من دولتي الهند وباكستان ذاتا السيادة كوسيلة لإنهاء النزاعات الثنائية ولتعزيز المصالح المشتركة في الدفاع والشؤون الخارجية والتنمية الثقافية والاقتصادية. وفي حين أن هذه الفكرة لا تقترح إنهاء الوجود السيادي لأي دولة، إلا أنها تهدف إلى حل الصراعات التي أصابت شبه القارة الهندية منذ تقسيم الهند في عام 1947.

## الخلفية
تم تقسيم الهند في 14 أغسطس 1947 بتقسيم مقاطعات البنغال (مع باكستان الشرقية، بنغلاديش الحديثة) والبنجاب (مع باكستان الغربية، باكستان الحديثة) لإنشاء دولة منفصلة كما حددتها حركة باكستان، التي دعتها «نظرية الأمتين» - ذلك أن المسلمين والهندوس لا يستطيعون الحفاظ على الدولة معًا بشكل صحيح بسبب الاختلاف الديني. أثار التقسيم نزاعات طائفية وخلافات كبيرة حول إقليم كشمير (دولة أميرية سابقة تحت حكم الراج البريطاني والتي طالبت بها كل من اتحاد الهند ودومينيون باكستان) كما أثار الأعمال العدائية بين الدولتين المتجاورتين. انخرطت الهند وباكستان منذ استقلالهما في أربع نزاعات مسلحة ضد بعضهما البعض (1947، و1965، و1971، و1999)، وكلها نبعت من خلافاتهما في كشمير باستثناء الحرب في عام 1971. ومع ذلك، نجحت بعض الجهود الدبلوماسية في تعزيز الأحداث التجارية والرياضية الثنائية بين البلدين، وكذلك السماح للهنود والباكستانيين بعبور الحدود بشكل سلمي والزيارة من خلال الخدمات التي يقدمها قطار سامجهوتا السريع وحافلة دلهي - لاهور. كما ألزمت اتفاقية شيملا لعام 1972 والاتفاقات الثنائية اللاحقة البلدين بالسعي إلى حل سلمي للصراع في كشمير مع تعزيز التعاون التجاري والاقتصادي.

## الكونفدرالية
روج بعض السياسيين والأكاديميين في الهند لمفهوم الكونفدرالية بين الجمهوريتين كوسيلة لحل نزاعاتهم مع تعزيز الروابط الثقافية المشتركة، والتنمية الاقتصادية والتضامن في القضايا الرئيسية، مع كون رئيس الدولة منصبًا شرفيًا وتدوير المناصب الهامة بالتناوب بين الهنود والباكستانيين. أيد هذه الفكرة رئيس وزراء الهند جواهر لال نهرو ورئيس وزراء جامو وكشمير شيخ محمد عبد الله. في عام 1972، استكشف ذو الفقار علي بوتو، رئيس إدارة الأحكام العرفية في باكستان، إمكانية قيام اتحاد باكستاني-هندي وطلب من «باكستان تايمز المملوكة للحكومة أن تكتب لصالح الاتحاد الهندي الباكستاني». يرى البعض أن نظرية الدولتين كانت فاشلة، وغير قادرة على حل النزاعات بين المسلمين والهندوس، وأن توثيق الترابط بين الأمتين سيكون أفضل حل ممكن وتحقيق إمكانية أكبر للسلام والازدهار والتقدم في المنطقة. وفقًا لبعض المدافعين، لن يؤدي مثل هذا الترتيب إلى إنهاء نزاع كشمير وتحقيق السلام فحسب، بل سيشكل كيانًا جيوسياسيًا قويًا له مكانة متساوية مع القوى العالمية المختلفة مثل الولايات المتحدة والاتحاد الأوروبي وروسيا والصين. نتيجة لاتحاد كونفدرالي بين باكستان والهند، قال إم في كاماث إنه بدلاً من إنفاق مبالغ باهظة من الأموال على الدفاع، سيكون لدى الاتحاد الهندي الباكستاني أموال «متاحة للأنشطة البناءة مثل الصحة والتعليم والبنية التحتية الاقتصادية». اعتبر كاماث الوحدة الهندوسية الإسلامية التي ظهرت في حرب الاستقلال الهندية عام 1857 كدعم لاتحاد كونفيدرالي هندي باكستاني. ووفقًا لكاماث، سيكون للاتحاد الهندي الباكستاني عملة مشتركة وبرلمان مشترك.
دعا نائب رئيس الهند السابق محمد حامد أنصاري إلى اتحاد هندي باكستاني «يقوم على مبدأ المساواة» وفيه "يجب أن تظل الهند وباكستان وبنغلاديش منفصلة، ومع ذلك معًا بشأن القضايا ذات الاهتمام المشترك والمنفعة المشتركة. وفقًا للمؤرخة الباكستانية عائشة جلال ورئيس الوزراء الباكستاني السابق إبراهيم إسماعيل جندريكار، فقد دعا قرار لاهور في الأصل إلى اتحاد هندوستان-باكستان في الهند الموحدة، وليس لفصل باكستان كدولة عن بقية الهند. قال جنديكار: "إن الهدف من قرار لاهور لم يكن لتأسيس أولستر (إشارة إلى الحركة الانفصالية العنيفة التي تهدف إلى استقلال أيرلندا الشمالية عن المملكة المتحدة)، وليس«تدمير وحدة الهند»، بل للحصول على«الاثنين». أي دمج الأمم (باكستان وهندوستان)... في الهند الموحدة على أساس المساواة. قال هاري هودسون، مفوض الإصلاحات في الهند في عام 1941، إن قادة رابطة مسلمي عموم الهند «فسروا باكستان على أنها متسقة مع  اتحاد كونفدرالي».
تصوّر الفريق أسد دوراني، المدير العام السابق لكل من المخابرات الباكستانية ووكالة الاستخبارات الباكستانية، في 2018 كونفدرالية هندية باكستانية مستقبلية تمتلك عملة وقوانين مشتركة. صرح دوراني أن مثل هذا الاتحاد الهندي الباكستاني من شأنه أن يخفف من حدود الهند وباكستان ويدمج في النهاية القوات المسلحة لكلا الكيانين، مما يمهد الطريق لإعادة توحيد الهند، حيث ستكون العاصمة هي دلهي.
تصور أصغر علي إنجنير اتحادًا أوسع بين أعضاء رابطة جنوب آسيا للتعاون الاقليمي (سارك) - أفغانستان وبنغلاديش وبوتان والهند ونيبال وباكستان وسريلانكا - على غرار الاتحاد الأوروبي. دعم ديناناث ميشرا مثل هذا الاتحاد، واعتقد أنه إلى جانب الهند، «قد تكون دول مثل أفغانستان ونيبال وسريلانكا مستعدة لبدء العملية في هذا العقد نفسه».
دعا وزير شؤون كشمير الباكستاني، مخدوم سيد فيصل صالح حياة، إلى قيام كونفدرالية هندية باكستانية من شأنها أن تحكم ولاية جامو وكشمير، «وتتولى مسؤولية الدفاع والعملة والشؤون الخارجية».
وصف النقاد الاقتراح بأنه ساذج وغير عملي بالنظر إلى مدى انعدام الثقة والعداء المتبادلين بين الهند وباكستان بعد عقود من القتال والمناوشات المستمرة.

## ردود الأفعال
اكتسبت فكرة الكونفدرالية مكانة بارزة بتأييد زعيم سياسي هندي كبير كان حينها نائب رئيس الوزراء لال كريشنا أدفاني، الذي قال في 29 أبريل 2004 في مقابلة مع صحيفة داون الباكستانية، إنه يتوخى أن تتعاون الدولتان لتشكيل كونفدرالية: «أتصور أنه سيكون هناك وقت بعد عقود من الزمن، سيشعر فيها البلدان بأن التقسيم لم يحل الأمور. لماذا لا نلتقي ونكوِّن شكلًا من أشكال الكونفدرالية أو شيء من هذا القبيل.» وبالمثل، دعا سياسي هندي بارز آخر هو الدكتور رام مانوهار لوهيا إلى الفكرة. أثار هذا التأييد العام من أدفاني، وهو زعيم هندوسي بارز، الكثير من التكهنات والتغطية الإعلامية، لكن وزارة الشؤون الخارجية الباكستانية ردت ووصفت الفكرة بأنها «سراب»، مشيرةً إلى أن كلا البلدين يتمتعان بالسيادة في طقوسهما الخاصة وهذا كان وضعًا، في رأيهم، «لا رجعة فيه». كان الموقف الباكستاني تجاه نوع من الوحدة بين الهند المجاورة مترددًا بشكل عام، حيث أكد الكثيرون في البلاد أن الغرض من التقسيم قد تم دفعه إلى خارج التفكير بأن الأقلية المسلمة في الهند لن يكون لها صوت متساوٍ في ظل حكومة الأغلبية الهندوسية، حيث سيتم التصويت عليهم من 3 إلى 1. من ناحية أخرى، كان للزعيم الباكستاني ألطاف حسين الذي أسس الحركة القومية المتحدة موقفٌ إيجابي تجاه اتحاد كونفدرالي بين الهند وباكستان، قائلًا إن مثل هذا الاتحاد «سيكون مثالاً آخر مثل الاتحاد الأوروبي». ناقش بعض القادة في جنوب آسيا التطبيق العملي لهذه الفكرة. أضاف بعض المدافعين أفكارًا مثل احتفاظ الدولتين بسيادتها وإصدارهما والتعامل بنفس العملة وأيضًا توقيع اتفاقية يمكن بموجبها حل المشكلات المتعلقة بالدفاع مع القوى العالمية مثل الولايات المتحدة والاتحاد الأوروبي وروسيا.
جادل بعض المعلقين الباكستانيين بأن الزعماء الهنود رفضوا على وجه التحديد فكرة مثل هذا الاتحاد خلال السنوات الأولى من الحرب الباردة، عندما حاولت باكستان الاتصال سرًا بالهند لتوضيح إمكانية التعاون الدفاعي الباكستاني الهندي في كشمير ضد تزايد الطموحات الصينية في المنطقة، وهو ما رفضته الهند معتبرة أن كشمير بأكملها جزء لا يتجزأ من الهند وحدها مغلقةً مسألة أي وجود باكستاني في المنطقة. جادل آخرون بأن أمتين لا تعني بالضرورة دولتين، وحقيقة أن بنغلاديش لم تندمج مع الهند مع أوجه التشابه الثقافي (خاصة مع البنغال الهندية) بعد الانفصال عن باكستان تدعم نظرية الدولتين الأولية التي اعتنقتها الحركة الباكستانية.

## وصلات خارجية
- كاتب هندي يدعو إلى إنشاء اتحاد كونفدرالي لتسوية قضية كشمير
- باكستان بلا تقسيم: دعونا نُحيي الفكرة المدفونة للاتحاد الهندي الباكستاني
- الكونفدرالية الهندية الباكستانية؟ بقلم غلام محمد